# Franc de la Réunion
Pour les articles homonymes, voir franc.
 (décembre 2023).
Si vous disposez d'ouvrages ou d'articles de référence ou si vous connaissez des sites web de qualité traitant du thème abordé ici, merci de compléter l'article en donnant les références utiles à sa vérifiabilité et en les liant à la section « Notes et références ».
Le franc est l'ancienne monnaie spécifique à La Réunion entre 1816 et 1975. Passé cette date, les émissions en franc français de la métropole deviennent les seules monnaies autorisées. 

## Histoire monétaire

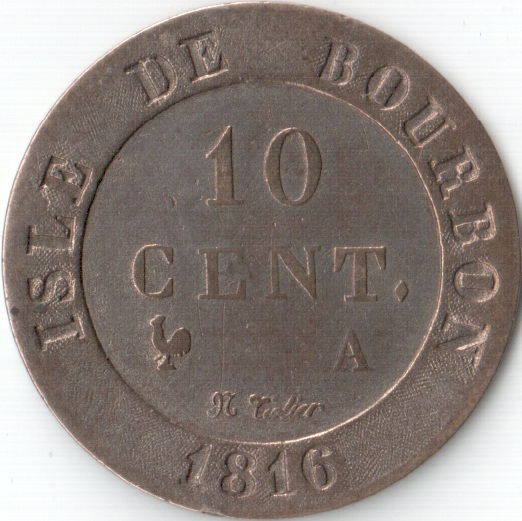
Revers d'une pièce de 10 centimes (1816).

Du temps où cette colonie française s'appelait « île de Bourbon », et alors qu'y avaient circulées des monnaies frappées à Pondichéry (interdites en 1723), plusieurs types d'émissions monétaires eurent lieu : en 1779-1780, une pièce de 3 sols « Isles de France et de Bourbon » en billon est frappée à Paris, suivie en 1781 par une pièce de 3 sous (de même valeur), la monnaie de référence étant la livre coloniale, d'une valeur au change sensiblement différente de celle utilisée en France. Sous la Révolution, l'île prend le nom de Réunion, et souffre d'une disette monétaire : la balle de café sert de référence pour les grosses transactions. En 1816, une première émission spécifique en franc est décidée : est frappée une pièce de 10 centimes en billon, sous la direction de Charles-Pierre de L'Espine (1736-1821), directeur de la Monnaie de Paris ; une nouvelle émission sous Charles X selon un type assez proche fut tentée. En 1853, alors que l'île a changé de nom en 1848, la Banque de la Réunion est instituée, organisme privé qui récupère le droit d'émission du papier monétaire. En 1859, face au manque de numéraire, un gros propriétaire de l'île, Gabriel Le Coat de Kerveguen, est autorisé par le gouverneur à importer 227 000 pièces autrichiennes de 20 kreuzers en argent d'un poids de 4,32 g, ayant localement pour valeur 1 franc : le système fonctionne très bien pour les petites transactions et leur nombre à l'importation augmente, approchant le million d'unités. Appelées localement kervéguens, elles furent toutes remboursées en 1879 par l'importateur. Entre 1873 et 1886, sont émises des vignettes de 5, 10, 25, 100 et 500 francs. Entre 1884 et 1886, c'est la Caisse du Trésor colonial qui émet à son tour des billets pour des valeurs plus petites de 50 centimes, 1, 2 et 3 francs. En 1896, cette même caisse fait frapper deux monnaies en cupronickel, de 50 centimes et 1 franc. Durant la Première Guerre mondiale, en 1917, la Banque de la Réunion émet en urgence des billets de nécessité pour des montants de 5 et 10 centimes. En 1920, des jetons de nécessité sont frappés, au nom de la « Colonie de la Réunion », de 5, 10 et 25 centimes, en aluminium. La Banque de la Réunion émet durant les années 1930 deux nouveaux billets, de 1 000 et de 5 000 francs. Elle poursuit ses émissions sous le régime de Vichy, puis au nom de la France libre dès 1943. L'année suivante, la Caisse centrale de la France d'outre-mer est chargée des émissions monétaires. En 1960, le cours au change était fixé à 1 nouveau franc pour 50 francs de la Réunion (similaire à celui du Franc CFA),,.

### Pièces de monnaie (1948-1973)

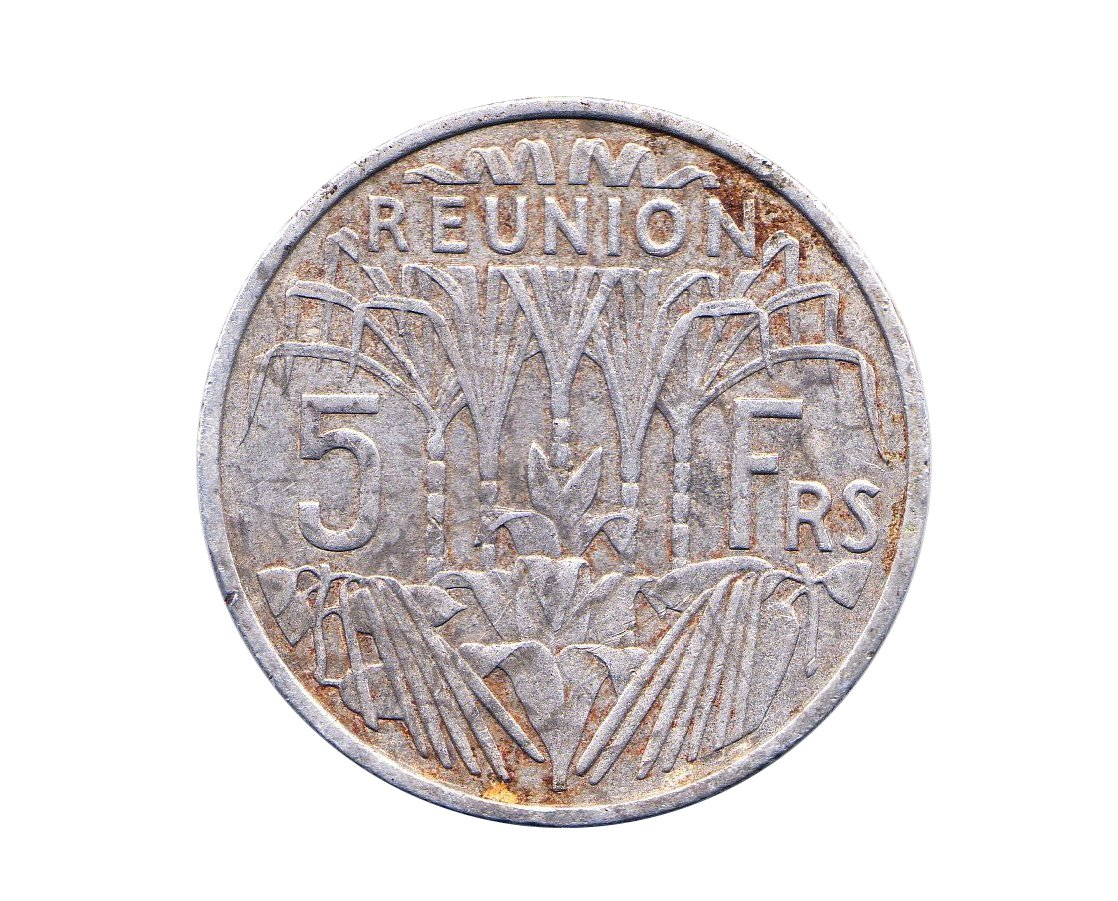
Revers d'une pièce de 5 francs (1955).

En 1948, des pièces de 1 et 2 francs en aluminium sont introduites au nom de « Réunion » au type conçu par Lucien Bazor. L'avers reprend le motif de Marianne utilisé pour les émissions de l'Afrique-Équatoriale française et de l'Union française. En 1955, sont produites une pièce de 5 francs en aluminium, et des pièces de 10 et 20 francs en aluminium-bronze. En 1962 et 1964, sont frappées des pièces de 50 et 100 francs en nickel.

### Billets de banque (1947-1962)
En 1947, les billets émis pour l'Afrique-Équatoriale française, en franc de l'Afrique-Équatoriale française, sont tous contremarqués « La Réunion », pour des valeurs de 5, 10, 20, 50, 100, 500, 1 000 et 5 000 francs. 
En 1962, l'Institut d'émission des départements d'outre-mer reprend le privilège d'émission et procède au même principe sur ses propres billets de 100, 500, 1 000 et 5 000 francs, avec les mentions  « La Réunion » ou « Département de La Réunion ». Ces billets sont ensuite contremarqués en nouveaux francs.
Après 1975, seules les émissions monétaires de la métropole circulent à La Réunion.